# Frares de Càceres
Els Frares de Càceres o Cavallers de Càceres foren una confraria de cavallers, orde militar creat a Càceres immediatament després de la conquesta als musulmans en 1169, per part de Ferran II de Lleó. En 1171, es converteix en un orde militar i religiós, l'Orde de Sant Jaume.

## Història
Ferran II, per tal de protegir la ciutat d'un possible intent de reconquesta per part islàmica, va constituir en 1170 un orde purament militar, una confraria de cavallers, de fet, que es comprometien, amb vots a l'obediència al rei i a la lluita contra els infidels. El seu primer mestre fou Pedro Fernández. Foren anomenats Fratres de Càceres i, poc després, Germans de l'Espasa. No hi ha consens, però es pensa que una de les torres de la muralla de Càceres, part de l'actual palau dels Carvajal, era la seu de l'orde.
Només uns mesos després, en febrer de 1171, per un acord amb l'arquebisbe Pedro II de Santiago de Compostel·la, es convertí en milícia religiosa, prenent el nom de l'apòstol i retent-li vassallatge; a canvi, l'orde rebria rendes del bisbat. Neix així l'Orde de Sant Jaume.
En 1174, el rei de Sevilla Abu Yaqub Yusuf va reconquerir Càceres i va derrotar l'orde, els membres de la qual foren morts mentre resistien a la torre de Bujaco de la muralla.
El mateix any, Alfons VIII de Castella confirmà els privilegis de l'Orde de Sant Jaume, que inicià una nova etapa.